# Linha Avtozavodskaya (Metro de Minsk)
Avtozavodskaya é uma das duas linhas do metro de Minsk na Bielorrússia. Foi inaugurada em 1990 e circula entre as estações de Kamennaya Gorka e Mogilevskaya. Tem um total de 14 estações.